# Reserva Biológica de Pedra Talhada
A Reserva Biológica de Pedra Talhada é uma área protegida brasileira, do grupo das unidades de conservação, categorizada como reserva biológica. Localizada nos estados de Alagoas e Pernambuco, na região do agreste nordestino, é um dos maiores fragmentos de Mata Atlântica do interior de Alagoas e Pernambuco, preservando importantes trechos das Florestas do Interior de Pernambuco. Originalmente, pretendia-se criar um parque estadual na região, o que não foi possível. É um importante centro de endemismo de aves, onde ocorre algumas espécies ameaçadas de extinção, como o gavião-pomba (Leucopternis lacernulatus), o uru-do-nordeste (Odontophorus capueira plumbeicollis) e o pica-pau-anão-dourado (Picumnus exilis pernambucensis).